# Liu Cixin
Liu Cixin (som även använder namnet Cixin Liu), född 23 juni 1963, är en kinesisk författare av science fiction. Han har blivit belönad med det kinesiska Xing Yun-priset vid ett antal tillfällen och var även den första asiatiska författaren att tilldelas Hugopriset. Han är mest känd för romanen Trekropparsproblemet.
.

## Biografi
Liu föddes 1963 i Peking. Vid tre års ålder blev hans föräldrar skickade för att arbeta i gruvorna i Yangquan, eftersom Lius farbror hade samarbetat med nationalisterna under det kinesiska inbördeskriget och hans far därför ansågs vara politiskt suspekt. För att slippa undan de eskalerande våldsamheterna i området i samband med Kulturrevolutionen, skickades Liu vid fyra års ålder till Luoshan i Henan-provinsen för att bo hos släktingar.
Liu började skriva noveller under gymnasiet och fortsatte med det när han började studera vid North China University of Water Resources and Electric Power 1981. Liu tog sin examen 1988 och började då arbeta som en dataingenjör vid kraftverket i Niangzi Guan. Han arbetade där fram till 2012, även om han redan då börjat uppnå framgångar med sitt författande.

### Romaner
- The Supernova era (超新星纪元) 2003
- Ball Lightning (球状闪电) 2004
- Of Ants and Dinosaurs/The Cretaceous Past (当恐龙遇上蚂蚁) 2020
- Remembrance of Earth's Past-trilogin:
  - The Three Body Problem (三体) 2006
    -  Trekropparsproblemet. Översättning: Anna Gustafsson Chen. Gondol. 2024. Libris fxrrckkmcrr5dj3j. ISBN 9789189516052

  - The Dark Forest (黑暗森林) 2008
  - Death's End (死神永生) 2010

### Noveller
- 鲸歌 1999
- Contraction (宇宙坍缩) 1999
- With Her Eyes (带上她的眼睛) 1999
- Fire in the Earth (地火) 2000
- The Wandering Earth (流浪地球) 2000
- 命运 2001
- 纤维 2001
- The Village Schoolteacher (鄉村教師) 2001
- The Micro-Era (微纪元) 2001
- Full-Spectrum Barrage Jamming (全频带阻塞干扰) 2001
- 信使 2001
- Sun of China (中国太阳) 2002
- 朝闻道 2002
- Sea of Dreams (梦之海) 2002
- Devourer (吞食者) 2002
- The Thinker (思想者) 2002
- The Poetry Cloud (思想者) 2003
- The Longest Fall/Cannonball (地球大炮) 2003
- Yuanyuan's Bubbles (圆圆的肥皂泡) 2004
- Ball Lightning (excerpt) (球状闪电（节选)) 2004
- 白垩纪往事 2004
- Of Ants and Dinosaurs (当恐龙遇上蚂蚁) 2004
- Mirror (镜子) 2004
- Taking Care of God (赡养上帝) 2005
- Ode to Joy (欢乐颂) 2005
- The Wages of Humanity/For the Benefit of Mankind (赡养人类) 2005
- Mountain (山) 2006
- 魔鬼积木  2008
- 4/1/2018 (2018年4月1号) 2009
- Moonlight (月夜) 2009
- The Weight of Memories (人生) 2010
- Curse 2.0/Curse 5.0 (太原之恋) 2010
- The Time Migration (太原之恋) 2010
- The Circle (圆) 2015
- The Two Festivals that Cannot Coexist (不能共存的节日) 2016
- Fields of Gold (黄金原野) 2018
- Supernova Era (excerpt) 2019

### Novellsamlingar
- The Wandering Earth (流浪地球) 2008
- 魔鬼积木·白垩纪往事 2008
- 动物园里的救世主 2015
- 十亿分之一的文明 2015
- 孤独的进化者 2015
- 爱因斯坦赤道 2015
- 第三次拯救未来世界 2015
- To Hold Up the Sky 2020 [3]